# Župnija Pilštanj
Župnija Pilštanj je rimskokatoliška teritorialna župnija Dekanije Kozje - Rogatec - Šmarje pri Jelšah škofije Celje.
Do 7. aprila 2006, ko je bila ustanovljena škofija Celje, je bila župnija del kozjanskega naddekanata škofije Maribor.